# Хаттан Бахебри
Хаттан Бахебри (араб. هتان باهبري‎, 16 июля 1992) — саудовский футболист, полузащитник клуба «Аль-Хиляль» и сборной Саудовской Аравии.

## Клубная карьера
Хаттан Бахебри — воспитанник саудовского клуба «Аль-Иттихад». 9 сентября 2011 года он дебютировал в саудовской Про-лиге, выйдя на замену в самой концовке домашнего матча против «Аль-Таавуна».
Летом 2014 года Бахебри был отдан в аренду «Аль-Халиджу», за который отыграл следующие два сезона. 24 октября того же года он забил свой первый гол в рамках Про-лиги, открыв счёт в гостевой игре с «Аль-Орубой».
Летом 2016 года полузащитник перешёл в «Аль-Шабаб».

## Карьера в сборной
25 декабря 2017 года Хаттан Бахебри дебютировал в составе сборной Саудовской Аравии в матче с командой ОАЭ, проходившем в рамках Кубка Залива в Кувейте, выйдя на замену в середине второго тайма.
В декабре 2018 года был включён в заявку на Кубок Азии 2019. 8 января в первом матче группового этапа против КНДР отличился голом на 28 минуте игры. В итоге сборная Саудовской Аравии нанесла разгромное поражение со счётом 4:0.

## Достижения
«Аль-Иттихад» 
- Обладатель Кубок короля Саудовской Аравии (1): 2013

## Статистика выступлений

### В сборной
| Матчи и голы Хаттана Бахебри за сборную Саудовской Аравии | Матчи и голы Хаттана Бахебри за сборную Саудовской Аравии | Матчи и голы Хаттана Бахебри за сборную Саудовской Аравии | Матчи и голы Хаттана Бахебри за сборную Саудовской Аравии | Матчи и голы Хаттана Бахебри за сборную Саудовской Аравии | Матчи и голы Хаттана Бахебри за сборную Саудовской Аравии | Матчи и голы Хаттана Бахебри за сборную Саудовской Аравии |
| №                                                         | Дата                                                      | Место проведения                                          | Соперник                                                  | Счёт                                                      | Голы                                                      | Соревнование                                              |
| --------------------------------------------------------- | --------------------------------------------------------- | --------------------------------------------------------- | --------------------------------------------------------- | --------------------------------------------------------- | --------------------------------------------------------- | --------------------------------------------------------- |
| 1                                                         | 25 декабря 2017                                           | Джабер-эль-Ахмед, Эль-Кувейт                              | ОАЭ                                                       | 0:0                                                       | —                                                         | КЗ 2017/18                                                |
| 2                                                         | 28 декабря 2017                                           | Аль-Кувейт, Эль-Кувейт                                    | Оман                                                      | 0:2                                                       | —                                                         | КЗ 2017/18                                                |
| 3                                                         | 9 мая 2018                                                | Рамон де Карранса, Кадис                                  | Алжир                                                     | 2:0                                                       | —                                                         | товарищ.                                                  |
| 4                                                         | 3 июня 2018                                               | аФГ Арена, Санкт-Галлен                                   | Перу                                                      | 0:3                                                       | —                                                         | товарищ.                                                  |
| 5                                                         | 8 июня 2018                                               | Бай-Арена, Леверкузен                                     | Германия                                                  | 1:2                                                       | —                                                         | товарищ.                                                  |

Итого: 5 матчей / 0 голов; ksa-team.com.